# Irena Maryniakowa
Irena Cecylia Maryniakowa, właściwie Irena Maryniak (ur. 31 maja 1931 w Ciechanowcu) – polska językoznawczyni, profesor nauk humanistycznych.

## Życiorys
W 1940 została zesłana w okolice Kokczetawu, powróciła do Polski w 1946
W 1956 ukończyła studia na Uniwersytecie Warszawskim. Od 1957 pracowała w Zakładzie Słowianoznawstwa PAN (w 1977 przekształconym w Instytut Słowianoznawstwa PAN, od 1992 działającym pod nazwą Instytut Slawistyki PAN). Tam  w 1974 obroniła pracę doktorską, w 1991 uzyskała na podstawie pracy  Funkcje syntaktyczne bezokolicznika w gwarze pskowskiej i w gwarze Rosjan-starowierców mieszkających w Polsce stopień doktora habilitowanego. 16 czerwca 1998 nadano jej tytuł profesora w zakresie nauk humanistycznych. 
Pracowała w Pracowni Języka Rosyjskiego, od 1992 była kierownikiem Pracowni Języka Białoruskiego. W 2012 przeszła na emeryturę.
W 1982 otrzymała nagrodę naukową  z dziedziny językoznawstwa Wydziału I Nauk Humanistycznych i Społecznych PAN im. Kazimierza Nitscha, w 1998 Medal im. ks. K. Kluka. W 2004 została odznaczona Krzyżem Kawalerskim Orderu Odrodzenia Polski. W 2014 została honorowym obywatelem Ciechanowca.
Opublikowała m.in.:
- Indeks a tergo do Materiałów do Słownika języka staroruskiego I. I. Srezniewskiego (1968) - Ireną Dulewiczową, Irydą Grek-Pabisową
- Wielki słownik rosyjsko-polski (1970) – z Anatolem Mirowiczem, Ireną Dulewiczową, Irydą Grek-Pabisową – łącznie osiem wydań do 2004
- Imiesłowy w rosyjskiej gwarze starowierców mieszkających w Polsce (1976)
- Słownik gwary starowierców mieszkających w Polsce (1980) – z Irydą Grek-Pabisową
- Funkcje składniowe bezokolicznika w gwarze pskowskiej i w gwarze Rosjan-starowierców mieszkających w Polsce. Studium porównawcze (1982)
- Gramatyka konfrontatywna rosyjsko-polska. Morfologia ze słowotwórstwem  (1993)
- Atlas gwar wschodniosłowiańskich Białostocczyzny (Leksyka, tom V - 1995, tom VI - 1996, tom VII - 1999, tom VIII - 2002, tom IX - 2007, tom X - 2009) - kierownik zespołu redakcyjnego
- Polskie teksty gwarowe z obszaru dawnych kresów północno-wschodnich (1996) - z Irydą Grek-Pabisową i Anną Zielińską
- Współczesne gwary polskie na dawnych kresach północno-wschodnich (1999) - z Irydą Grek-Pabisową, przy współpracy Małgorzaty Ostrówki i Anny Zielińskiej
- Atlas gwar wschodniosłowiańskich Białostocczyzny (Słowotwórstwo, tom IV - 2012) - kierownik zespołu redakcyjnego
- Różnojęzyczne słownictwo gwarowe Podlasia, Suwalszczyzny i północno-wschodniego Mazowsza (2014) - z Dorotą Rembiszewską i Januszem Siatkowskim